# Anna Howard Shaw

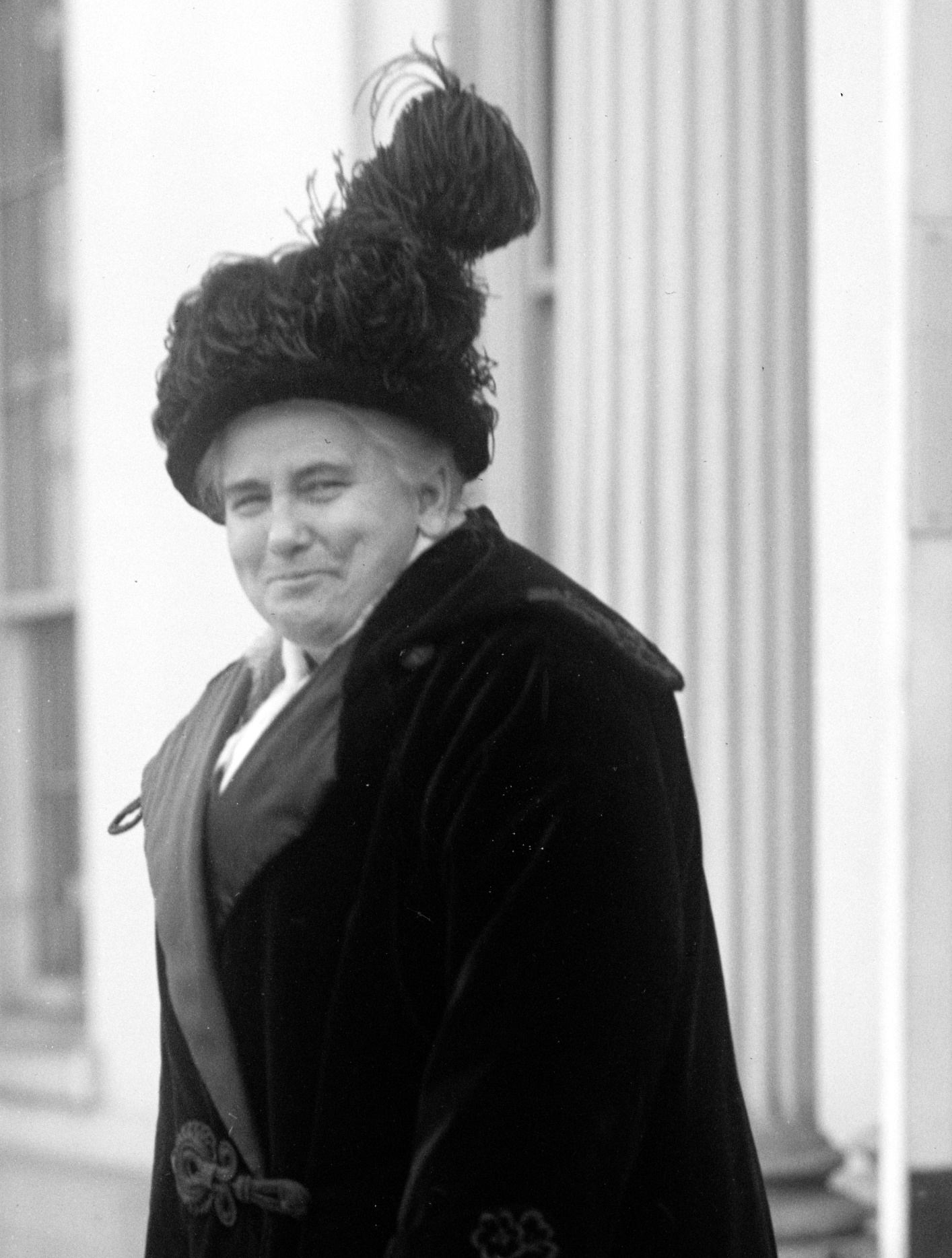
Anna Howard Shaw (1914)

Anna Howard Shaw, född 14 februari 1847 i Newcastle-upon-Tyne, död 2 juli 1919 i Moylan, Pennsylvania, var en brittisk-amerikansk metodistpräst och kvinnorättsaktivist. 
Shaw föddes i England och kom som sexåring till USA. Hon avlade teologexamen i Boston 1878 och läkarexamen 1885. Prästvigd 1880 blev hon den första kvinnliga präst inom metodistkyrkan i USA. Hon blev teol. hedersdr. i Kansas 1902 och jur. hedersdr. 1917. 
Från 1885 ägnade hon sig helt åt den amerikanska kvinnorörelsen och samarbetade bland andra med Susan B. Anthony samt var ordförande för den amerikanska kvinnorösträttsrörelsen, National American Woman Suffrage Association (NAWSA), 1904–1915.
Under Internationella kvinnorösträttskongressen i Stockholm 1911 predikade hon i Gustaf Vasa kyrka.